# Kazimierz (gmina w województwie lubelskim)
Kazimierz (do 1870 i od 1927 miasto Kazimierz Dolny) – dawna gmina wiejska w woj. lubelskim. Siedzibą władz gminy była osada miejska Kazimierz (Dolny) (3407 mieszkańców w 1921 roku).
Gmina powstała za Królestwa Polskiego w powiecie nowo-aleksandryjskim w guberni lubelskiej 1 stycznia?/13 stycznia 1870, w związku z przekształceniem dotychczasowego miasta Kazimierz w gminę wiejską.
W okresie międzywojennym gmina należała do powiatu puławskiego w woj. lubelskim. W 1921 roku składała się z 5 miejscowości: Cholewianka (wieś), Jezierszczyzna folwark, Jezierszczyzna kolonja, Jezierszczyzna wieś i Kazimierz (osada miejska).
Jako gmina wiejska jednostka przestała funkcjonować 31 października 1927 roku w związku z wyłączeniem z niej Kazimierza Dolnego, nadaniem mu praw miejskich i przekształceniu osady w gminę miejską; równocześnie do Kazimierza włączono pozostałe wiejskie miejscowości dotychczasowej gminy Kazimierz, a także kolonie Helenówka i Góry Wylągowskie z sąsiedniej gminy Celejów.
W związku z reaktywowaniem gmin 1 stycznia 1973 roku powstała obecna miejsko-wiejska gmina Kazimierz Dolny o innym zasięgu terytorialnym.